# Vanduzeeina
Vanduzeeina is een geslacht van wantsen uit de familie van de Scutelleridae (Pantserwantsen). Het geslacht werd voor het eerst wetenschappelijk beschreven door Schouteden in 1904.

## Soorten
Het genus bevat de volgende soorten:

- Vanduzeeina balli (Van Duzee, 1904)
- Vanduzeeina borealis Van Duzee, 1925
- Vanduzeeina californica Van Duzee, 1925
- Vanduzeeina senescens Usinger, 1930
- Vanduzeeina slevini Usinger, 1930